# قصة عروس
قصة عروس هي سلسلة مانغا يابانية من كتابة كاورو موري صدرت في 2008.ترشحت المانغا لجائزة إيسنر مرتين في 2012 و2016.